# Владимир Айтов
Владимир Айтов е български футболист, полузащитник, играещ за ФК Монтана.

## Кариера

### Ранна кариера
През 2013 той игра под наем в отбора на Раковски, играейки в Втора Лига.

### Ботев Пловдив
Айтов направи дебюта си в Първа Лига на 27 юни 2014. Той беше в стартовия състав на отбора си при равенството 1:1 срещу Берое Стара Загора.  На 30 октомври 2015 г. Айтов отново бе включен в стартовата линия на Ботев Пловдив, но отборът му беше победен с 2:0 от Славия София. 
В началото на 2016 г., договорът му беше прекратен по взаимно съгласие и той напусна отбора. 

### Оборище
След изпадането на Добруджа Добрич, той премина в отбора на Оборище.  Той вкара гол за равенството 1:1 срещу Поморие. 

### Монтана
На 24 юни 2017 г., той подписа за две години с отбора на ФК Монтана. 

## Национален отбор
На 8 юни 2017 г. той направи дебюта си за младежкия национален отбор по футбол на България в приятелския мач срещу този на Грузия, като вкара гола, донесъл победата на българския отбор. 